# Karl Moritz von Hirschfeld
Pour les articles homonymes, voir Hirschfeld.
 (septembre 2018).
Si vous disposez d'ouvrages ou d'articles de référence ou si vous connaissez des sites web de qualité traitant du thème abordé ici, merci de compléter l'article en donnant les références utiles à sa vérifiabilité et en les liant à la section « Notes et références ».
Karl Friedrich Wilhelm Ulrich Moritz von Hirschfeld, né le 4 juillet 1790[Passage contradictoire] à Halberstadt, mort le 13 octobre 1859 à Coblence, est un militaire prussien qui a combattu pendant les guerres napoléoniennes dans l'armée prussienne puis dans un corps de volontaires allemands, la Schwarze Schar, enfin dans l'armée espagnole contre les Français dans la guerre d'indépendance espagnole. Après 1814, il réintègre l'armée prussienne et participe à la répression de la révolution de 1848-1849 en Bade.

## Origines et premières armes

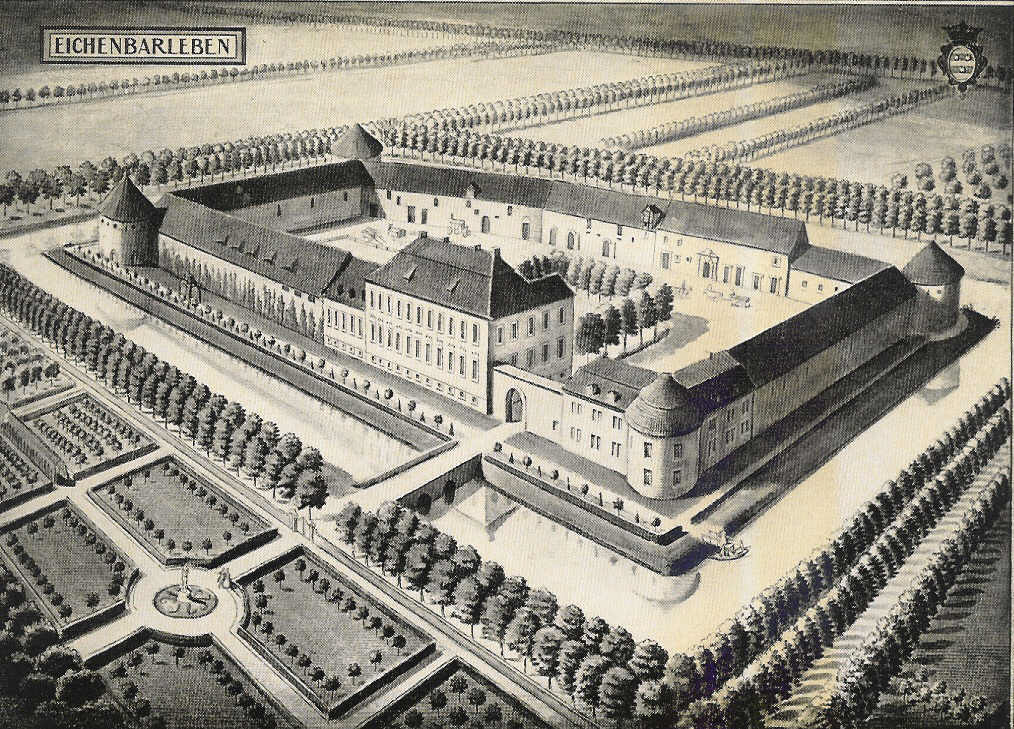
Le château d'Eichenbarleben, habité par des parents des von Hirschfeld, vers 1750.

Moritz von Hirschfeld est le fils du général prussien Karl Friedrich von Hirschfeld (1747-1818) et de Karoline Friederike Philippine von Faggyas (1761–1795). Trois de ses frères deviennent également généraux: Alexander Adolf (1787-1858), Ferdinand (1792-1863), Karl (1800-1878). En 1803, il entre à l'école des cadets à Berlin. Il étudie à l'Académie de guerre de Prusse où il suit l'enseignement de Gerhard von Scharnhorst. En 1805, il devient enseigne de la Garde.
Pendant la guerre de la Quatrième Coalition, il participe à la bataille d'Auerstaedt (14 octobre 1806) où son père commande l'infanterie de la Garde. Son régiment est capturé lors de la capitulation de la forteresse de Prenzlau et dissous. Il est libéré sur parole en attente d'un échange de prisonniers.
Entre-temps, son frère aîné Eugen von Hirschfeld (1784-1811), lieutenant de hussards, s'est joint au corps franc du lieutenant Ferdinand von Schill à Kolberg avant de créer son propre corps franc en compagnie de leur autre frère, Alexander Adolf von Hirschfeld (1787-1858). La paix de Tilsit (9 juillet 1807) met fin aux hostilités : les frères von Hirschfeld ont perdu leur terre familiale, intégrée au royaume de Westphalie de Jérôme Bonaparte. Réduits à la demi-solde, ils prennent contact avec d'autres officiers prussiens qui préparent un soulèvement contre les Français.

## Insurrection manquée de 1809

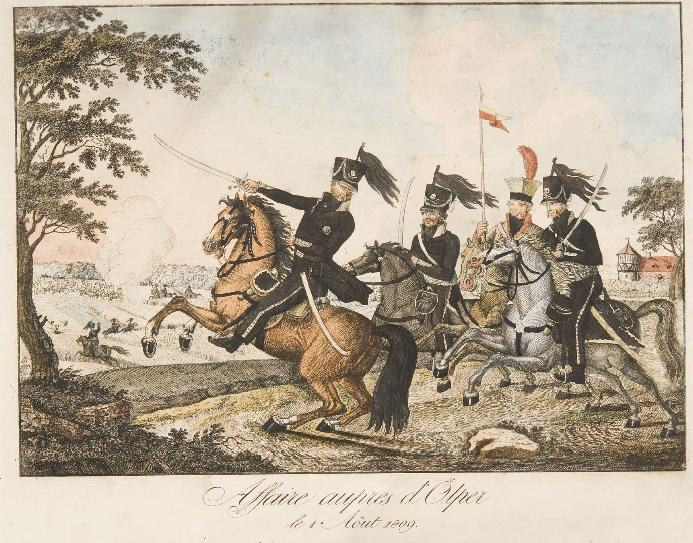
La Schwarze Schar à la bataille d'Ölper, 1er août 1809.

En avril 1809, l'Autriche rouvre les hostilités contre la France lors de la guerre de la Cinquième Coalition en espérant entraîner toute l'Allemagne dans une guerre de libération. Les corps francs commandés par Wilhelm von Dörnberg, dont celui de Friedrich von Katte (de) et celui des frères von Hirschfeld, doivent s'emparer par surprise de la forteresse de Magdebourg tandis que l'armée autrichienne de l'archiduc Charles avance en Allemagne du Sud. Le coup de main sur Magdebourg, découvert trop tôt, échoue et les corps francs se dispersent. Les frères von Hirschfeld se réfugient au château d'Eichenbarleben où leur parente, Minettchen von Alvensleben (1777-1852), les aide à échapper aux recherches.
En compagnie de von Katte, ils décident de rejoindre le corps de Frédéric-Guillaume de Brunswick-Wolfenbüttel, appelé Schwarze Schar (« légion noire ») à cause de la couleur de son uniforme, qui continue la lutte contre les Français malgré la défaite de l'Autriche à la bataille de Wagram (5-6 juillet 1809). La Schwarze Schar remporte un succès local sur les Français à la bataille d'Ölper (1er août 1809) près de Braunschweig et parvient à s'embarquer pour le Royaume-Uni.

## Guerre d'Espagne

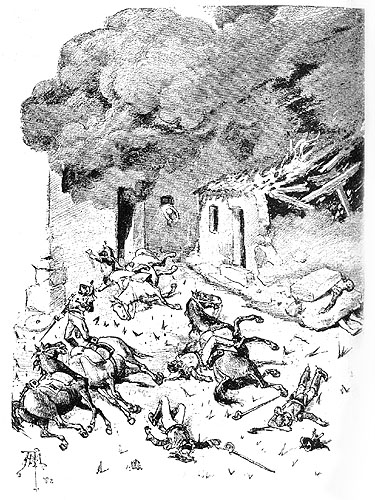
Bataille de la guerre d'Espagne, par Enrique y Arturo Mélida, 1882.

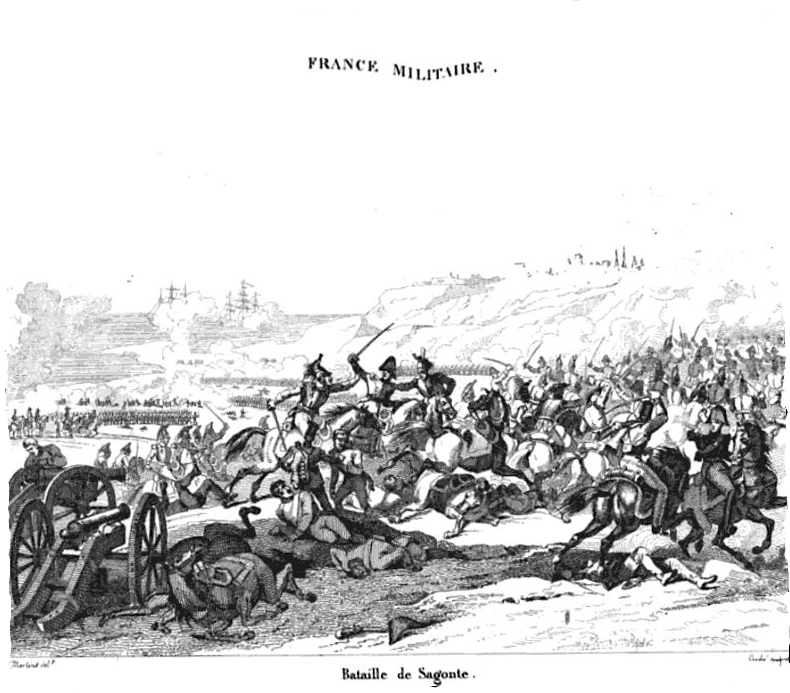
Bataille de Sagonte, 25 octobre 1811.

Le prince de Brunswick, qui continue la guerre dans les rangs britanniques, obtient un brevet de major pour Eugen von Hirschfeld : ce dernier, en juin 1810, est volontaire pour rejoindre le théâtre de la guerre d'Espagne. Moritz le rejoint 3 mois après avec le grade de lieutenant.
En Espagne, les Cortes de Cadix, la junte suprême centrale et la guérilla populaire, soutenus par l'Angleterre, tiennent en échec les Français. Les frères von Hirschfeld sont affectés au régiment de cavalerie Alcántara (es) et transportés par mer jusqu'en Catalogne qu'ils atteignent en septembre 1810. Leur régiment combat à l'avant-garde de l'armée du général Pedro Sarsfield (en) et Eugen atteint le grade de colonel. Le 14 janvier 1811, à El Pla de Santa Maria, ils affrontent la division française du général Palombini : Eugen est mortellement blessé. Il meurt le lendemain dans les bras de son frère.
Mortitz continue la guerre dans la guérilla sous les ordres du général Enrique José O'Donnell. Ils tentent de s'emparer par surprise du fort de Montjuich qui domine Barcelone : l'attaque échoue mais Moritz, qui s'est distingué, est nommé rittmeister. La prise de Figueras, en avril 1811, lui vaut la médaille d'or de la Bravoure. Il participe à la défense de Tarragone (mai-juin 1811) puis à la bataille de Sagonte (25 octobre 1811), défaite espagnole où, gravement blessé, il est laissé pour mort pendant deux jours dans une fosse commune. Il est ensuite emmené prisonnier dans un lazaret à Saragosse.
Une fois guéri, pendant l'été 1812, il s'évade et rejoint l'armée espagnole. Bien que ses blessures l'aient laissé invalide du bras gauche, il reprend du service dans l’infanterie avec le grade de major. Au début de 1813, sa connaissance de l'anglais lui vaut d'être affecté à l'armée d'Arthur Wellesley, marquis de Wellington au Pays basque. Il demande, sans succès, à être envoyé en Prusse pour participer à la guerre de libération de sa patrie (la campagne d'Allemagne de 1813) : c'est comme lieutenant-colonel de l'armée espagnole qu'il participe à l'invasion du sud-ouest de la France en 1814.
Le roi Ferdinand VII, de retour en Espagne, le décore de l'ordre de Saint-Ferdinand. Le 24 février 1815, grâce à l'intervention de l'ambassadeur de Prusse, il obtient enfin l'autorisation de regagner son pays.

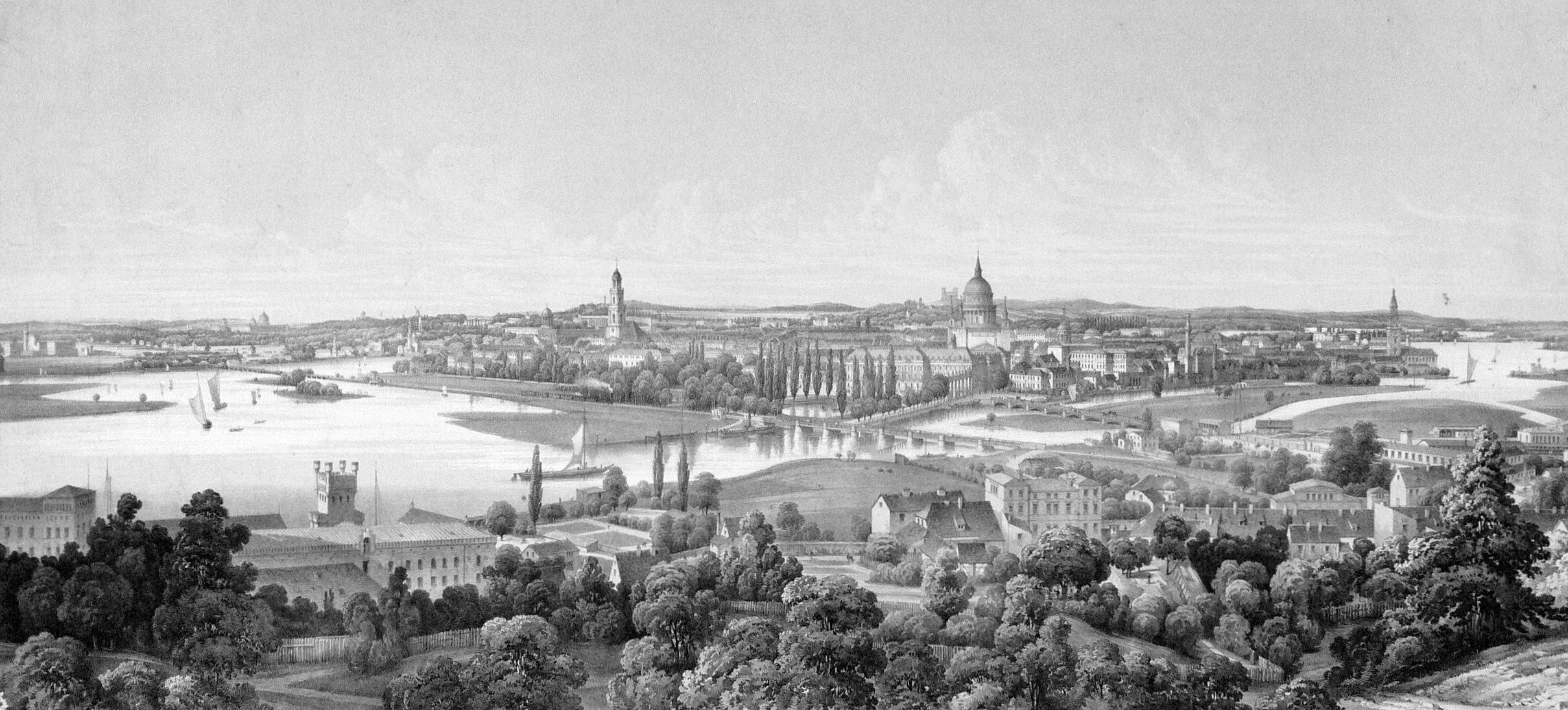
Potsdam vers 1850, par Franz Xaver Sandmann.

## Retour dans l'armée prussienne
Moritz von Hirschfeld, à 25 ans, est le plus jeune lieutenant-colonel de l'armée prussienne. En septembre 1815, il est donc ramené au grade de major. Il reçoit le commandement du bataillon de fusiliers du 25e régiment d'infanterie (de), unité issue du Lützowsches Freikorps de 1814. Pendant la longue période de paix qui s'ensuit, il passe de lieutenant-colonel en 1830, commandant du 29e régiment d'infanterie à partir de 1831, à colonel en 1837, commandant de la 15e brigade d'infanterie à partir de 1838, et général de division en 1840. Il commande alors la 1re division.

## Révolution de 1848-1849
Pendant la révolution de mars 1848, le roi Frédéric-Guillaume IV de Prusse, après avoir tenté de résister à l'insurrection, se rallie au national-libéralisme et, le 21 mars, ordonne à son armée d'adopter le drapeau noir-rouge-or des révolutionnaires. La division de von Hirschfeld l'arbore pour la première fois à Potsdam le 3 mai 1848 en se mettant en marche pour la guerre contre le Danemark.
En juin 1848, le roi nomme von Hirschfeld chef de la 15e division et commandant par intérim de la garnison de Cologne.
En juin 1849, à la demande de la Confédération germanique, Frédéric-Guillaume lève deux corps d'armée improvisés pour réprimer la révolution dans le grand-duché de Bade et le district du Palatinat, sous le commandement général du prince Guillaume de Prusse, frère du roi et futur empereur. Le roi confie à Hirschfeld le commandement du Ier corps avec pour chef d'état-major le lieutenant-colonel Albrecht von Roon.

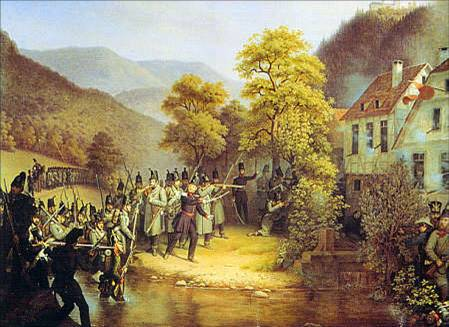
Bataille de Gernsbach, 29 juin 1849.

Le Ier corps entre en Palatinat par le nord et l'ouest et, entre le 11 et le 18 juin, occupe méthodiquement la province. Le 18 juin, il rompt l'encerclement de la forteresse de Landau, encore tenue par les forces de l'armée royale bavaroise. Les insurgés, commandés par Daniel Fenner von Fenneberg (en) et l'exilé polonais Franciszek Sznajde, sont battus en plusieurs combats et se replient à l'est du Rhin pour se joindre à l'armée insurgée badoise : celle-ci est déjà attaquée par le IIe corps prussien de Karl von der Groeben (de) et par le corps confédéral, commandé lui aussi par un général prussien, Eduard von Peucker.
Le 20 juin, le corps de von Hirschfeld passe le Rhin à Germersheim et prend à revers les insurgés. Le 21 juin, il affronte les insurgés badois à la bataille de Waghäusel. L'avant-garde badoise, commandée par un autre exilé polonais, Ludwik Mierosławski, se trouve confrontée à l'aile gauche prussienne commandée par Alexander Adolf von Hirschfeld, frère de Moritz : ce combat prend l'allure d'un règlement de comptes personnel car Alexander Adolf avait commandé les forces de répression prussiennes lors de l'insurrection polonaise de Posnanie en 1848. Mierosławski ne peut empêcher l'encerclement de ses forces et, le 25 juin, le corps de von Hirschfeld entre à Karlsruhe. Il fait sa jonction avec les corps Groeben et Peucker.
Les insurgés sont en même temps démoralisés par l'échec du mouvement révolutionnaire en France et en Hongrie. Ils se replient au sud du Murg et subissent une nouvelle défaite à la bataille de Gernsbach (de) : Mierosławski démissionne du commandement. Tandis que le corps de Groeben assiège les insurgés dans la forteresse de Rastatt (de), celui de von Hirschfeld continue la poursuite et, le 7 juillet 1849, entre à Fribourg-en-Brisgau. Les derniers insurgés sont capturés ou s'exilent en Suisse ou en France où ils sont désarmés. L'insurrection est terminée et von Hirschfeld, qui commande le corps d’occupation dans le sud du Bade, ne tarde pas à libérer la plupart de ses prisonniers. Sur 19 400 hommes, le Ier corps n'a perdu que 50 tués et 400 blessés.

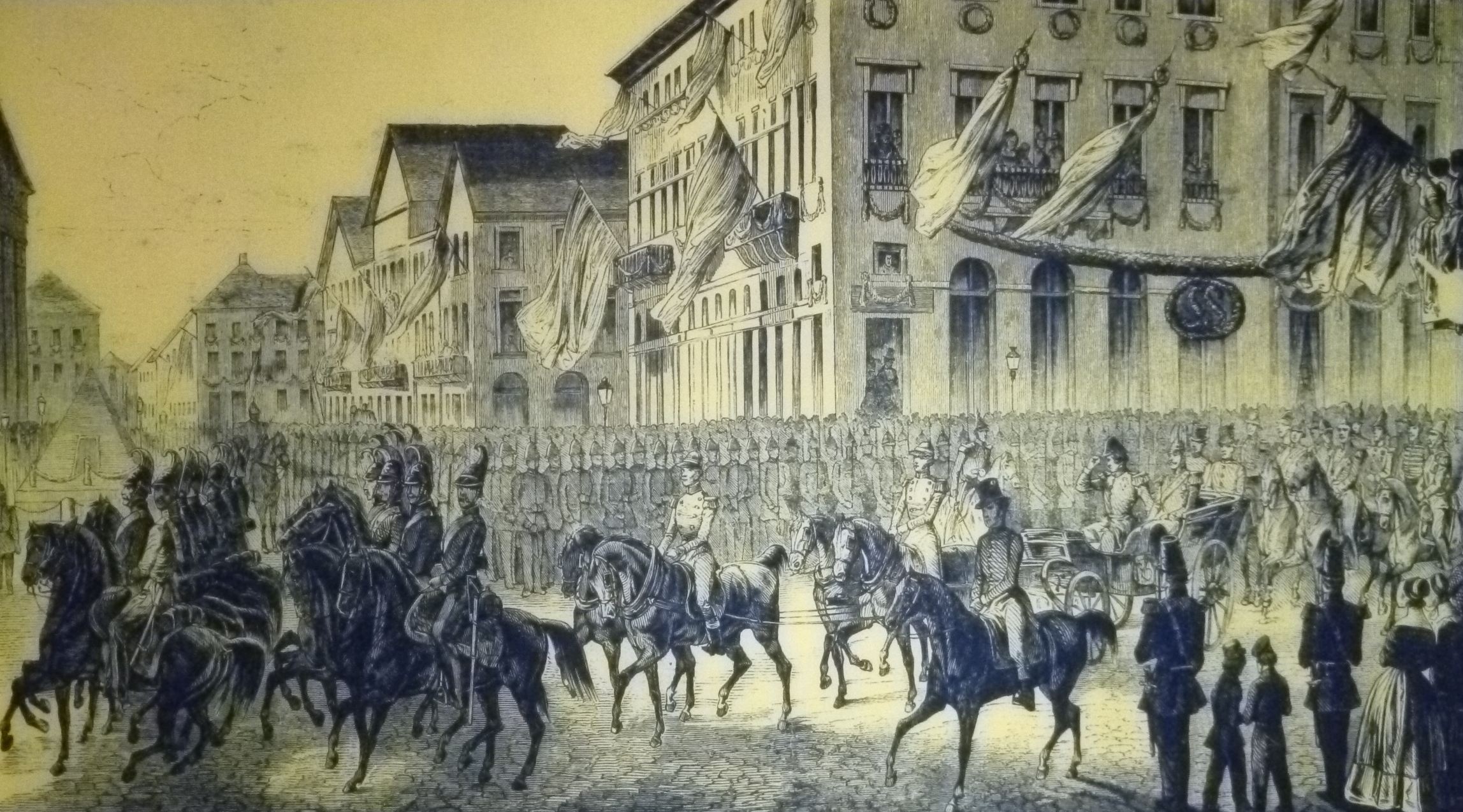
Retour triomphal du grand-duc Léopold Ier de Bade à Karlsruhe le 18 août 1849.

Cependant, von Hirschfeld est embarrassé par le cas de Maximilian Dortu (de), sous-officier de la Landwehr prussienne devenu major dans l'armée des insurgés badois. Celui-ci est livré par les bourgeois de Fribourg lors de la reddition de la ville. Von Hirschfeld le fait juger pour haute trahison et condamner à mort le 11 juillet 1849. Cependant, l'auditeur militaire du corps d'armée, craignant des erreurs de procédure, demande à von Hirschfeld de renvoyer le dossier devant l'auditeur général de l'armée prussienne. Frédéric-Guillaume est furieux de ce délai et écrit à son frère Guillaume : « Dortu aurait dû être refroidi douze heures après sa capture. Au lieu de cela, Hirschfeld s'est laissé convaincre de faire une bonne action par un auditeur démocrate et tout l'effet est tombé à l'eau. » L'auditeur général Karl Friedrich Friccius ne trouve aucun manquement grave et confirme le jugement. Le roi ayant rejeté une demande de grâce de la mère de Dortu, von Hirschfeld signe la condamnation à mort de celui-ci le 30 juillet : il est exécuté le lendemain au cimetière de Fribourg.
Cet épisode laisse une mauvaise impression sur les contemporains et lors de l'entrée triomphale du grand-duc Léopold Ier de Bade à Karlsruhe, le 18 août 1849, à laquelle assistent le prince Guillaume de Prusse et le général von Groeben, von Hirschfeld n'est pas invité.

## Dernières années et descendance

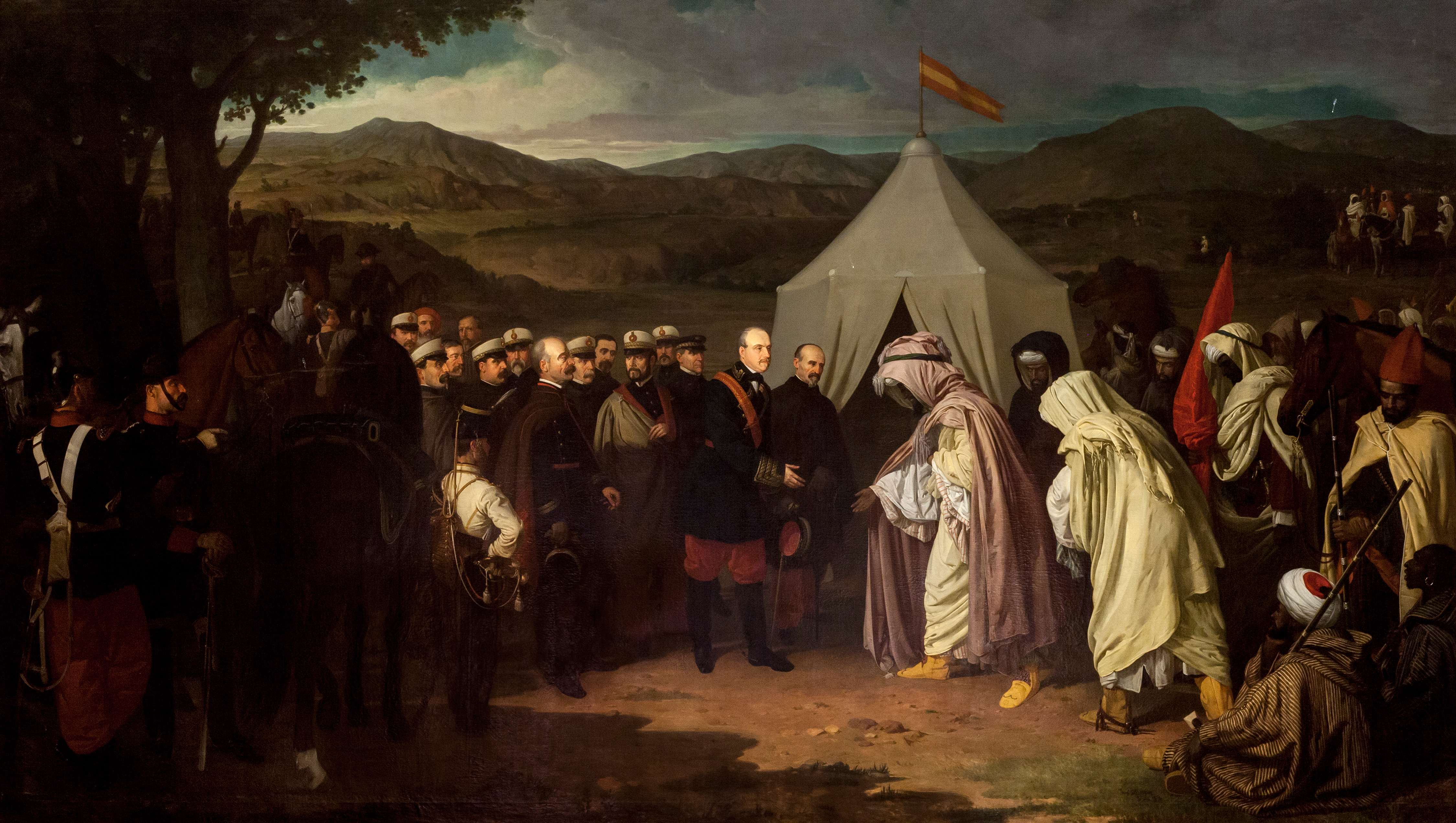
Le général Leopoldo O'Donnell au Maroc, par Joaquín Domínguez Bécquer, 1870.

Moritz meurt à Coblence le 13 octobre 1859. Pendant la campagne d'Espagne, lui et son frère Eugen avaient rédigé chacun un journal personnel : ces documents sont saisis en Espagne en 1811 par le général Palombini qui, ayant fini par identifier leurs auteurs, les envoie à Moritz en 1843. Son ami, le général Heinrich von Holleben, les fait publier en 1863.
Moritz avait épousé en 1825 Ida von Kamptz (1801–1875). Le couple a un fils, Urban Karl, et deux filles : Ida Isabella, qui épouse en 1856 le lieutenant Friedrich Wilhelm von Holleben, fils de Heinrich von Holleben, et Wilhelmine Ida, qui épouse en 1860 le futur général Karl Gustav von Sandrart. Celui-ci avait servi dans l'armée espagnole du général Leopoldo O'Donnell pendant la guerre hispano-marocaine de 1859-1860.
En 1860, Urban Karl, major de l'armée prussienne, voyageant en Espagne, la reine Isabelle II fait parader devant lui le régiment de cavalerie Alcántara où les frères von Hirschfeld avaient servi.